# Enrique Fentanes
Enrique Fentanes (1907-1977) fue un abogado, Comisario General (R) de la Policía Federal Argentina y profesor de la Escuela Superior de Policía. Fue autor de distintos libros que constituyeron las bases de las "Ciencias de la Policía".
Se lo considera como un teórico policial del siglo XX . Como auxiliar fue director de la Biblioteca Policial, y sentó las bases del perfil profesional del personal policial enmarcados en las distintas publicaciones realizadas así como una pieza fundamental para la creación de la Policía Federal Argentina.

## Biografía
Ingresó a la Escuela de Cadetes de la entonces Policía de la Capital el 2 de enero de 1926, egresando como Nro. 1 de su promoción, siendo destinado a la Comisaría de Órdenes un año después y donde desarrollaría gran parte de sus años como oficial subalterno. En el año 1947 alcanzó el grado de inspector general a la vez que fue designado director de Judiciales. Falleció el 22 de julio de 1977 mientras aún se desempeñaba como docente de la Escuela Superior de la Policía Federal Argentina. 
Cómo educador dentro de la institución policial, instó a la literatura policial en la formación del personal policial, con autores de novelas tales como Henry Wade. También instó a traer obras del extranjero cómo Policías de novela y policías de laboratorio del criminalista francés Edmond Locard.
También fue uno de los primeros representantes ante la Asamblea General de INTERPOL en el año 1947.
Se retiró de la Policía Federal en el año 1955 y luego fue editor de la Colección Crimen editada por la Editorial Vorágine. En dicha editorial propuso, por primera vez, un catálogo exclusivo de autores locales del género policial. Siendo David Viñas, bajo el seudónimo Pedro Pago, uno de los diversos autores.
En la actualidad sigue siendo referenciado en congresos policiales por sus aportes a las ciencias policiales, desde la perspectiva de los aportes científicos que acercó a las tareas de seguridad , así como en material académico en policías de países de latinoamericano .
Fentanes fue coautor, conjuntamente con Eugenio Salcedo y Víctor Jiménez de la elaboración del proyecto para la creación del Policía Federal Argentina, entregando el mismo al Poder Ejecutivo  en noviembre de 1943.
En la actualidad la Escuela Superior de Policía lleva su nombre el cual mediante una resolución ministerial -en la gestión de Nilda Garré- reemplazó el de Cesáreo Ángel Cardozo designado Jefe de la Policía Federal y asesinado por grupos guerrilleros en la década de los 70.

## Desarrollo doctrinario
Entre distintas definiciones, Fentanes define el concepto de Policía desde una visión científica de la siguiente forma:

«La idea de Policía en su sustento más elemental, se define a la protección, tutela y garantía pública, ejercido en una esfera de factores naturales primarios de la vida individual, Social y política; orientados por el fin de Seguridad en vinculación con los fines de "Orden y Justicia".» 

También describió la policía a partir de sus cuatro componentes fundamentales :
1. funcional,
2. político,
3. jurídico y
4. corporativo.

En este sentido Enrique Fentanes describe a la Policía cómo:

«" (...) una idea de protección, de tutela de la autoridad contra alteraciones violentas del orden social,jurídico y político. Con lo cual ese orden viene a vincularse indisolublemente con el fin de seguridad en la esfera que a la policía corresponde".

"La misma idea de protección y garantía contra ataques o agresiones violentas motiva que haya una esfera policial en los dominios del fin justicia. Puede hablarse de una participación insoslayable de la policía en las objetivaciones de ese fin, participación que, por las mismas motivaciones de protección y tutela contra los ataques, tiene específico campo en la prevención y represión del crimen".

A su vez describía la función policial como una actividad práctica, operativa, resolutiva y pragmática, que si bien se rige por aspectos administrativos y burocráticos en los momentos que se requiere decisiones estos aspectos son "los menos".

«"La policía es ejecutiva y activa por excelencia (...) en su acción, en cuanto requiera decisiones de nivel gubernativo, los actos decretales  y  reglamentarios  son  los  menos (...) en la superior conducción de la institución ha predominado, en todas las épocas, el aspecto ejecutivo en sentido estricto, sobre los administrativos y burocráticos"»

### Ciencia de la Policía
Fentanes entiende que la Policía debe ser analizado de forma científica. En este sentido entiende a la misma como una disciplina propia, y la enmarca dentro de una Ciencia Factual Cultural según la descripción de Heinrich Rickert.
Es decir, no se entiende a la ciencia de la policía ni como una ciencia social, jurídica, criminológica ni antropológica, sino estrictamente en el marco de una ciencia de hechos (factual) y que tiene un vínculo con la cultura propia del lugar, en este sentido toma relevancia aspectos vinculados a las jurisdicciones y a posterior a la policía de proximidad. 
Es que en sí, la policía con el objeto de la protección, tutela y garantía pública, tiene un vínculo con valoraciones morales propias de cada lugar basándose en hechos concretos y no generalizaciones, como lo puede hacer un estudio cuantitativo propio de las ciencias sociales o una definición generalista propia de la definición de un delito en las ciencias jurídicas. 
La seguridad parte del hecho y la gestión del mismo: prevención, reacción, investigación, represión. En este sentido toma énfasis entender a la seguridad con un vocabulario propio, en parte tomado del ámbito de la defensa, como lo son los términos tales como fortalezas, amenazas, vulnerabilidades, riesgos, daño, etc.
Fentanes en su obra Ciencias de la Policía lo describe de la siguiente forma:

«La policía es un objeto que existe en el mundo de la cultura. Cultura es todo lo creado o cultivado por el hombre según fines valorados (Rickert) La disciplina destinada a estudiar la policía es, por ende, una ciencia de la cultura. Por tanto, es una ciencia de hechos y normas de cultura, historia, finalista y valorativa. Es una ciencia unitaria, en el sentido de que su objetivo, universo, la policía, es enfocado en una totalidad. De tal modo concurren a integrarla contribuciones de disciplinas jurídicas, políticas, históricas, psicológicas sociales, filosóficas, sociológicas, en todo cuanto sea necesario para investigar y exponer los distintos componentes y elementos estructurales de un objeto tan complejo.»

El concepto de Ciencia de la Policía a posterior fue desarrollado y ampliado como Ciencia de la Seguridad, dando un enfoque integrador más allá de la institución policial, tomando los saberes propios del doctrinario pero no limitandolo a los aspectos de la seguridad pública estrictamente.
En este sentido en 1978 se creó el Instituto de Ciencias de la Seguridad en la Academia Superior De Estudios Policiales actual Instituto Universitario de la Policía Federal Argentina, comenzando a dictar la Licenciatura en Seguridad y de la Licenciatura en Acción Social, cuyos títulos contaron con validez nacional en el año 1982 mediante el Decreto PEN N° 376/82.

### Autonomía funcional
Fentanes describe el rol policial como una disciplina orientada a las funciones, en consecuencia no pudiendo estar reglada de forma taxativa.
En este sentido describe la importancia del valor individual de la persona específicamente de su autonomía según la naturaleza de su competencia.

«El funcionario debe tener autonomía y este ámbito personal no puede ser taxativamente regulado porque desaparecía el funcionario como tal. 

Aparte de que ninguna ciencia ni forma puede sustituir el intelecto, la imaginación creadora, la volición, ni ninguna de las otras facultades o caracteres que conforman la personalidad. 
Pero no se trata de ninguna autonomía discrecional. Por la naturaleza del sistema policial es, en primer término, una “autonomía normanda”, en cuanto solo puede desenvolverse en el ámbito delimitado por el derecho. Luego, ya en la esfera de las competencias internas, es una “autonomía reglada” cuya mayor o menor extensión depende del nivel del funcionario y de la naturaleza de su competencia. 

Pues si bien la norma es que a más alto nivel corresponde mayor autonomía y menor reglamentación, también no es menos cierto que el funcionario está al servicio de la función, y en esta esfera orgánica interna se le confía la dirección de órgano de la Institución, es decir, de una parte de la estructura, diferenciada por diversos motivos, pero que no es una parte aislada del conjunto»

El concepto de autonomía funcional es clave para entender la importancia de entender a las ciencias policiales (ciencias de la seguridad) cómo una disciplina la cual debe ser el individuo quién aplique criterios adquiridos para cada situación en particular.
En este sentido, los aportes de Fentanes, describen la necesidad de entender el rol de seguridad no como un mero operador que sigue órdenes sino un funcionario que debe aplicar criterios según sus funciones y competencias.

## Obras Publicadas
- Compendio de ciencia de la policía, Buenos Aires, Editorial Policial, 1979.
- Tratado de ciencia de la policía: introducción dogmática general, Buenos Aires, Editorial Policial, 1972.
- La policía judicial : teoría y realidad, Buenos Aires, Policía Federal Argentina, 1968.